# پل کادی
پل کادی (انگلیسی: Paul Cuddy؛ زادهٔ ۲۱ فوریهٔ ۱۹۵۹) بازیکن فوتبال اهل بریتانیا است.
از باشگاه‌هایی که در آن بازی کرده‌است می‌توان به باشگاه فوتبال آلترینچام، باشگاه فوتبال چورلی، باشگاه فوتبال ویتون آلبیون، باشگاه فوتبال رامزبوتوم یونایتد، باشگاه فوتبال روچدیل، و باشگاه فوتبال فلیتوود اشاره کرد.